# Michel Szulc-Krzyzanowski
Michel Szulc-Krzyzanowski (Oosterhout, 23 april 1949) is een Nederlandse fotograaf. Sinds zijn academietijd reist hij de wereld over naar verlaten en fotogenieke locaties voor zijn artistiek-conceptuele foto's, maar ook op zoek naar bijzondere mensen en situaties voor zijn sociaal-documentaire projecten. Aan het begin van zijn carrière werd hij wereldwijd bekend met zijn fotosequenties (fotoreeksen), die vanaf het begin van de jaren zeventig regelmatig geëxposeerd werden. Naast talrijke exposities in de afgelopen veertig jaar maakte Szulc-Krzyzanowski tot nu toe zestien fotoboeken en werd zijn werk veelvuldig gepubliceerd in binnen- en buitenlandse media. De mens staat altijd centraal in de foto's van Szulc-Krzyzanowski. Szulc-Krzyzanowski heeft een zelfontworpen kampeerauto, de Fuso Szulc.

## Jeugd
Michel Szulc-Krzyzanowski werd geboren in 1949 in Oosterhout, Noord-Brabant. Zijn vader, Zbigniew Szulc-Krzyzanowski, een Poolse ingenieur, was in de Tweede Wereldoorlog als tankcommandant in 1945 in Nederland terechtgekomen. Omdat hij niet terug naar zijn vaderland kon, bleef hij in Nederland. Hij trouwde in 1946 met Clotilde Laurijssen in Breda. Het echtpaar liet datzelfde jaar in Oosterhout een huis bouwen, waar zij vier kinderen kregen. De thuissituatie van Szulc-Krzyzanowski is van grote invloed geweest op zijn persoonlijke groei en het volgen van onderwijs. Thuis waren er veel spanningen tussen zijn ouders. Oorlogservaringen maakten zijn vader tot een onvoorspelbare man die in onverwachte en heftige emoties kon uitbarsten. Desondanks ondernam hij veel met zijn kinderen. Als groot fotografieliefhebber gaf hij Szulc-Krzyzanowski zijn eerste camera. Een jaar later, Szulc-Krzyzanowski was 7 jaar oud, verliet zijn vader het gezin voor de eerste keer (wat in totaal drie keer zou gebeuren).
Szulc-Krzyzanowski omschrijft zichzelf na de lagere school als een wispelturig kind. Na een jaar MULO in Oosterhout ging hij naar een kostschool: het Pensionaat de Westerhelling in Nijmegen. Hier werd Szulc-Krzyzanowski lid van de fotoclub, leerde hij afdrukken en raakte hij bevriend met medestudenten die ook in fotografie geïnteresseerd waren. Een van hen was Teun Hocks, met wie hij jarenlang bevriend bleef en die later een succesvol kunstenaar zou worden. Het leven op de kostschool lag Szulc-Krzyzanowski echter slecht en na vele conflicten werd hij door de Frater Overste na twee jaar van de school verwijderd. Hij keerde terug naar de MULO in Oosterhout. Door toedoen van het hoofd van de MULO, Charles Krijnen, die met de gezinssituatie van Szulc-Krzyzanowski bekend was, kon hij in grote vrijheid studeren. Zo mocht hij tijdens de lesuren een schoolkrant maken. De illustraties waren van Hocks, op dat moment student aan Academie voor Beeldende Kunsten Sint-Joost in Breda. In 1966 won Szulc-Krzyzanowski de eerste prijs in een fotowedstrijd georganiseerd door zijn school en in 1967 behaalde hij het MULO-diploma als een van de beste leerlingen. In datzelfde jaar begon hij zijn studie Fotografie aan de Academie St. Joost in Breda. De verplichte lessen optica en chemie weigerde Szulc-Krzyzanowski te volgen, omdat ze hem niet interesseerden. Hierdoor moest hij na een jaar de academie verlaten. De rest van 1968 deed hij wat fotografische klusjes en liftte hij met Hocks door Frankrijk. Na zijn aanmelding en toelating tot de Koninklijke Akademie voor Kunst en Vormgeving in 's-Hertogenbosch verhuisde Szulc-Krzyzanowski naar 's-Hertogenbosch en ging hij op zichzelf wonen. De eerste maanden werkte hij op de Grafische Afdeling met de docenten Dick Cassée en Rob Otten en leerde hij de techniek van het etsen. Daarnaast fotografeerde hij onder leiding van Wim Noordhoek. Later liet hij de grafiek vallen en concentreerde hij zich volledig op de fotografie. In 1969 maakte hij met Noordhoek een fotoreis van twee maanden in Tsjecho-Slowakije en Polen. Op 25 mei 1970, op 21-jarige leeftijd, behaalde hij zijn diploma in vrije grafiek en fotografie. Vanaf deze tijd richtte Szulc-Kryzanowski zich op de artistiek-conceptuele fotografie.

## Artistiek-conceptuele fotografie
In de beginjaren van zijn carrière werd Szulc Krzyzanowski internationaal bekend met zijn sequenties. Het begon in 1971, op Schiermonnikoog. Hier verbleef Szulc-Krzyzanowski op een boerderij in de kalverenstal en had hij van Rijkswaterstaat toestemming gekregen om in het afgesloten vogelbroedgebied te fotograferen. Zijn eerste fotosequenties bestonden uit series foto’s die een opvallende visuele gebeurtenis laten zien. De eerste keer dat hij tot deze vorm van fotografie kwam, was tijdens een wandeling, toen hij aan de horizon een object zag zonder nog te kunnen zien wat het precies was. Door naar het object toe te lopen, ontdekte hij geleidelijk wat het was. Dit proces van langzaam ontdekken, legde hij fotografisch vast door om de ongeveer tien meter een foto te nemen. Een nieuwe stap binnen zijn fotografische ontwikkeling was gezet. Deze eerste fotosequenties werden later dat jaar geëxposeerd in het Noordbrabants Museum in 's-Hertogenbosch. In deze periode werd Szulc-Kryzanowski ook lid van de beroepsvereniging van fotografen, de GKf.
In september 1972 werd een stipendium van het ministerie van Cultuur, Recreatie en Maatschappelijk Werk aan Szulc-Kryzanowski toegekend. Daarvan kocht hij zijn eerste auto, waarmee hij met de kunstenaar Jan Hendrix meteen een werkreis naar Portugal maakte. Het was een turbulente periode voor hem, met onder andere een expositie Triënnale in het Van Abbemuseum in Eindhoven, een expositie van zijn fotoproject “Camden Interiors” en van de sequenties in het Camden Arts Centre in Londen, tevens zijn eerste buitenlandse tentoonstelling. Bibliothèque nationale in Parijs kocht in datzelfde jaar twintig foto's aan. Er volgde sindsdien een onafgebroken serie van tentoonstellingen en publicaties in binnen- en buitenland.
Vanaf 1968 bezocht Szulc-Krzyzanowski regelmatig Parijs, waar hij bevriend raakte met de cineast Bernard Martino. Zijn beelden raakten bekend bij onder anderen Jean-Claude Lemagny van de Bibliothèque nationale. Dit resulteerde in augustus 1976 in een twintig pagina's tellend portfolio in het Franse tijdschrift ZOOM. In Parijs leerde Szulc-Krzyzanowski ook Virginia Zabriskie en Nicholas Callaway van Galerie Zabriskie uit New York kennen, en Harry Lunn, destijds een belangrijke fotohandelaar uit Washington. Door deze contacten begon in 1978 de doorbraak van het werk van Szulc-Krzyzanowski in Amerika. Lunn kocht een groot aantal van zijn sequenties en in juli 1978 tekende Szulc-Krzyzanowski een contract met de New Yorks-Parijse galerie Zabriskie, die zijn werk exclusief ging vertegenwoordigen. In maart 1979 werd een solotentoonstelling van zijn sequenties gehouden in de galerie van Zabriskie in Parijs, een maand later in de galerie van Zabriskie in New York. New York werd gedurende een aantal jaren zijn basis. Tijdens de winter van 1979-'80 vond hij in Mexico de ideale omstandigheden voor nieuwe sequenties. Later werden ook hier de VISTA-foto's geschoten. Talloze malen zou hij naar de westkust van Mexico terugkeren om daar in totale verlatenheid aan zijn sequenties te werken.
In maart 1984 werd een omvangrijk fotoboek gepubliceerd met Szulc-Krzyzanowski's sequenties. Het voorwoord werd geschreven door de conservator voor fotografie van het Art Institute in Chicago, David Travis. Het boek resulteerde onder andere in een solotentoonstelling in Gemeentemuseum Arnhem en in de Laurence Miller Gallery in New York. In april 1984 werd een grote solo-expositie in het Art Institute in Chicago ingericht met de sequenties. Szulc-Krzyzanowski besefte dat hij alle mogelijkheden van de sequentie benut had, en herhaling dreigde. Met een afscheidstentoonstelling in de Olympus Gallery in Amsterdam op 30 juni 1985 stopte hij officieel met het maken van sequenties. Tevens verbrak hij de zakelijke relaties met zijn galerieën, die volgens hem te veel invloed op zijn werk probeerden uit te oefenen. Hij verkocht zijn kampeerauto in de V.S. en stopte met de maandenlange werkperioden in Mexico.

## Sociaal-documentaire fotografie
Szulc-Krzyzanowski bleef zich richten op diverse fotoprojecten. Door zijn sociale betrokkenheid en de interesse in anderen hadden veel van zijn volgende projecten een sociaal-documentair karakter. Een van de eerste projecten op dit gebied was een project in Arles en ontstond op uitnodiging van Lucien Clergue in 1974. Szulc-Krzyzanowski fotografeerde daar gezinnen uit verschillende sociale klassen in hun huiskamer. Deze uiteindelijke serie werd op het fotofestival van Arles geëxposeerd.
In 1977 publiceerde Szulc-Krzyzanowski zijn eerste fotoboek, Neem nou Henny. Dit boek liet het leven van een willekeurig meisje zien dat aan de lopende band in een koekjesfabriek werkte. Szulc-Krzyzanowski bleef haar bezoeken. In 1983 publiceerde hij het fotoboek Henny, een vrouw en in maart 1988 het derde fotoboek over haar: Henny, 10 jaar uit haar leven. Vijf jaar later verscheen Henny, een nieuw leven. Het eerste exemplaar werd tijdens een tentoonstelling van de foto's in het Amsterdams Historisch Museum door minister Hedy d'Ancona aan Henny aangeboden. Henny werd toen ook door Sonja Barend in haar televisieprogramma Sonja's goed nieuws show geïnterviewd. Op 17 november 2001 volgde de opening van de tentoonstelling Henny zelf in Galerie de Melkweg in Amsterdam en de presentatie van het vijfde gelijknamige fotoboek in deze serie. Met dit fotoboek was vierentwintig jaar van het leven van de vrouw gedocumenteerd.
Szulc-Krzyzanowski maakte voor het Nederlandse weekblad Nieuwe Revu van 1978 tot 1984 diverse fotodocumentaires in het buitenland, zoals het leven in de Joodse nederzetting Ofra op de bezette Westelijke Jordaanoever, de profiteurs van de dictatuur van Pinochet in Chili, de toepassing van de sharia in Soedan en getuigen van de politionele acties in Indonesië. Szulc-Krzyzanowski bracht in 1986 enige tijd door in de ashram (leefgemeenschap) van Bhagwan Sri Rajneesh in Poona te India, waar hij zich verdiepte in tantrische yoga en in het gedachtegoed van Osho.
Tot 1985 verbleef Szulc-Krzyzanowski het grootste deel van het jaar in het buitenland in zijn kampeerauto, logerend bij vrienden en in goedkope hotels. In september 1985 besloot hij zich definitief in Nederland te vestigen en kocht hij een pand in Amsterdam. In zijn fotostudio maakte Szulc-Krzyzanowski portretten van bekende Nederlanders waarop hun gezichten niet te zien waren. Deze portretten werden op verschillende plaatsen geëxposeerd en gepubliceerd en hij won er in 1986 de Zilveren Camera mee. Gedurende meer dan een jaar maakte hij wekelijks voor de Volkskrant een portret van een in het nieuws staande kunstenaar.
Gedurende de winter van 1992-1993 leefde en werkte Szulc-Krzyzanowski in de missiepost Elim Mission in het noordoosten van Zimbabwe. Vanwege langdurige droogte kampte dit gebied met een hongersnood. Met in Nederland ingezameld geld financierde hij een reddingscampagne van de Engelse arts Roger Drew. Gedurende drie maanden trok hij met een vrachtwagen de getroffen gebieden in om voedsel onder de hongerende bevolking te distribueren. Daarnaast werkte hij aan fotoseries over de hongersnood en over aids. Geraakt door de confrontatie met de verschrikkingen van hongersnood en van de aidsepidemie in Tanzania in de herfst van 1993, kwam Szulc-Krzyzanowski in een depressie.

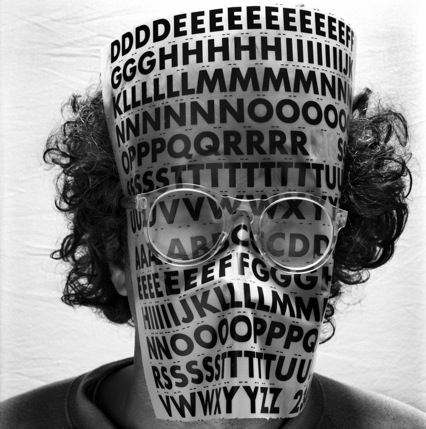
Henrik Barents, 1986

Het fotoproject “Wereld van liefde” was volgens Szulc-Krzyzanowski een middel om zijn depressie te overwinnen. Op vier plaatsen op de wereld werd een familie gefotografeerd met als doel te laten zien hoe mensen van elkaar houden, voor elkaar zorgen en om elkaar geven. Voor dit project woonde hij in maart 1994 in een dorpje in de Sahara in Senegal en fotografeerde hij de liefde en zorgzaamheid in een familie behorend tot de Wolof, een nomadenstam in de Saharawoestijn die van de veeteelt leeft. “Wereld van liefde” organiseerde hij samen met het Tropenmuseum in Amsterdam, en Szulc-Krzyzanowski nodigde drie andere fotografen uit om drie andere families te fotograferen: Koen Wessing in Colombia, Corinne Noordenbosch in Nederland en Catrien Ariëns in Bangladesh. Op 6 oktober 1994 werd “Wereld van liefde” met een tentoonstelling in het Tropenmuseum gepresenteerd. De foto's werden ook in opinieweekblad Vrij Nederland, het modetijdschrift Marie-Claire en fototijdschrift Foto gepubliceerd en de KRO-televisie wijdde er een programma aan. In maart 1995 won Szulc-Krzyzanowski met zijn serie uit “Wereld van liefde” nogmaals de Zilveren Camera.

## Nomadenbestaan
Net na zijn afstuderen aan de Koninklijke Academie voor Kunst en Vormgeving in 's-Hertogenbosch verbleef Szulc-Kryzanowski vooral in de winters in het zuiden van Europa of in Marokko. Hij maakte hier, naast zijn sequenties, ook landschapsfoto's, stockfoto's en portretten. Toen in 1989 Szulc-Krzyzanowski en zijn partner, de journaliste Angeline van den Berg, hun relatie na 17 jaar beëindigden, trok hij zich een jaar lang terug in Salvador Dalí's dorp Cadaqués in Spanje. Toen hij in 1990 terugkeerde naar Nederland, bleef de fotograaf veel reizen. Voor het Nederlandse weekblad Panorama vertrok hij vrij direct na aankomst in Nederland door naar Malawi en Mozambique om een serie foto's over vluchtelingen te maken voor een inzamelingscampagne in Nederland. Samen met de literator Michiel van Kempen ging hij begin 1991 naar Suriname, waar hij vier maanden werkte aan het fotoboek Woorden die diep wortelen. Hij reisde voor dit fotoboek naar de in opstand gekomen Tucajana Amazones. Na een turbulente reis met journaliste Adelheid Kapteyn in Guyana, Zuid-Amerika, kwam Szulc-Krzyzanowski in juni 1992 weer terug in Nederland en begon hij aan een nieuw fotoboek over Henny. Niet veel later werd ook het fotoboek Woorden die diep wortelen gepubliceerd.

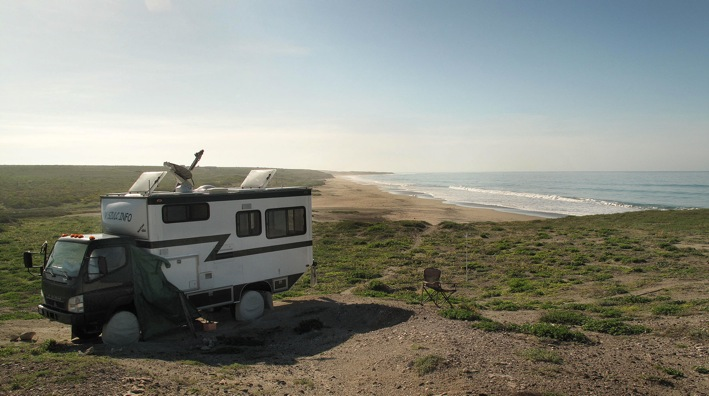
Kampeerauto de Fuso Szulc

In september 2000 vertrok Szulc-Krzyzanowski definitief uit Nederland. De directe aanleiding was de contractuele overeenkomst met Galerie Baudoin Lebon in Parijs, waardoor hij opnieuw toegang tot de internationale kunstmarkt had verkregen. Als indirecte reden voor zijn vertrek noemt Szulc-Krzyzanowski het klimaat in de Nederlandse fotografiewereld, dat hem steeds minder beviel. Hij vond dat Nederland niet vruchtbaar genoeg was om in te verblijven en er verder als fotograaf te groeien. Mede door de vele contacten in het buitenland, werd zijn breuk met Nederland definitief. Zijn nieuwe basis vond hij in Cadaqués in Spanje.
Van begin 2000 tot aan 2005 werkte en woonde Szulc-Krzyzanowski voornamelijk in het Spaanse Cadaqués. Hij vertrok in 2005 uit dit dorp om te onthechten en een leven te leiden met zo weinig mogelijk bezittingen. Al zijn bezittingen deed hij van de hand en zijn omvangrijke archief ging deels naar het Prentenkabinet van de Universiteitsbibliotheek Leiden en deels, wat de negatieven betrof, naar familie in Nowy Sącz in Polen. Sindsdien brengt Szulc-Krzyzanowski de meeste tijd door in een kampeerauto in de Verenigde Staten en Mexico. Deze zelfontworpen, speciaal gebouwde kampeerauto (de Fuso Szulc) heeft een satellietinternetverbinding en werkt op zonne-energie.

## VISTA en Mexico

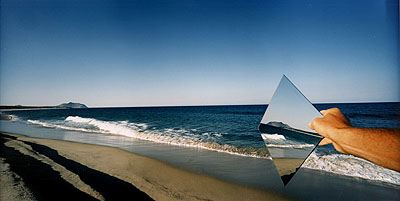
Mexico, 1996 (foto uit VISTA)

Eind 1994 besloot Szulc-Krzyzanowski naar de stranden van Neder-Californië in Mexico terug te keren. Hij was benieuwd wat er zou gebeuren na tien jaar groei te hebben doorgemaakt en de sequenties achter zich te hebben gelaten. Met een gehuurde kampeerauto reisde hij naar El Triple, de weidse baai waar hij op het strand tussen 1979 en 1985 talloze sequenties had gemaakt. Stormen hadden in de voorbije jaren het landschap veranderd. De oneindigheid van de woestijn en oceaan noemt hij een overweldigende ervaring. Hij richtte zijn kamp in op Punta Conejo en werkte daar aan het begin van de VISTA-serie. In juni 1995 keerde hij terug naar Mexico en werkte daar verder aan VISTA met kleurennegatieven op groot formaat.
Eind van dat jaar bezocht Szulc-Krzyzanowski voor de eerste keer Japan. In maart 1996 vervolgde hij zijn werk aan de VISTA-serie in Mexico. Na nog een keer vijf maanden te hebben gewerkt aan de VISTA-serie werd in juni 1997 de reeks voor het eerst geëxposeerd op een tentoonstelling in de galerie van de Bibliothèque nationale in Parijs. Uiteindelijk werd in 1998 VISTA in boekvorm gepubliceerd.

## Wereld-projecten
Kort na “Wereld van liefde” in 1994 bedacht Szulc-Krzyzanowski een vervolg: het fotoproject “Wereld van energie”, over energieproductie en -verbruik op twintig locaties over de hele wereld. Hij richtte voor “Wereld van energie” een stichting op, formeerde een comité van aanbeveling en nodigde fotograaf Taco Anema uit om mee te doen aan het project. “Wereld van energie” werd het grootste fotoproject uit de geschiedenis van de Nederlandse fotografie, althans qua omvang: er werd in 20 landen gefotografeerd met een totaal budget van 800.000 gulden. In april 1998 reisde hij naar de eerste bestemming van het project “Wereld van energie”: Oeganda. Vervolgens werkte hij op locaties in Namibië, China, Nepal, Peru, Brazilië, de Filipijnen, Bangladesh, Japan en Bolivia. In oktober 1999 werd met een reis naar de Filipijnse hoofdstad Manilla de laatste reis voor het project “Wereld van energie” gemaakt. In mei 2000 verscheen het fotoboek World of energy en op 13 juni 2000 opende de tentoonstelling van het project in het Museon in Den Haag. Minister van Economische Zaken Annemarie Jorritsma overhandigde de eerste exemplaren van het boek aan de deelnemers aan het project uit Koeweit en Nepal.

## 2000 tot heden
Als vervolg op het project “Wereld van energie” bedacht Szulc-Krzyzanowski in maart 2001 het project “World of little heroes; physically challenged children worldwide”, waarmee hij beoogde meer bewustzijn te kweken voor lichamelijk gehandicapte kinderen over de hele wereld. In oktober 2008 begon hij aan een nieuw fotoproject met de titel “How the world loves”: een website waar bezoekers uitgenodigd werden om een bijdrage te leveren door een foto beschikbaar te stellen die laat zien hoe ze liefhebben. Een jaar later verscheen het fotoboek Sequences: the ultimate selection, een omvangrijk fotoboek waaraan Szulc-Krzyzanowski een jaar lang werkte om een afgewogen selectie te maken van alle sequenties die hij ooit maakte.

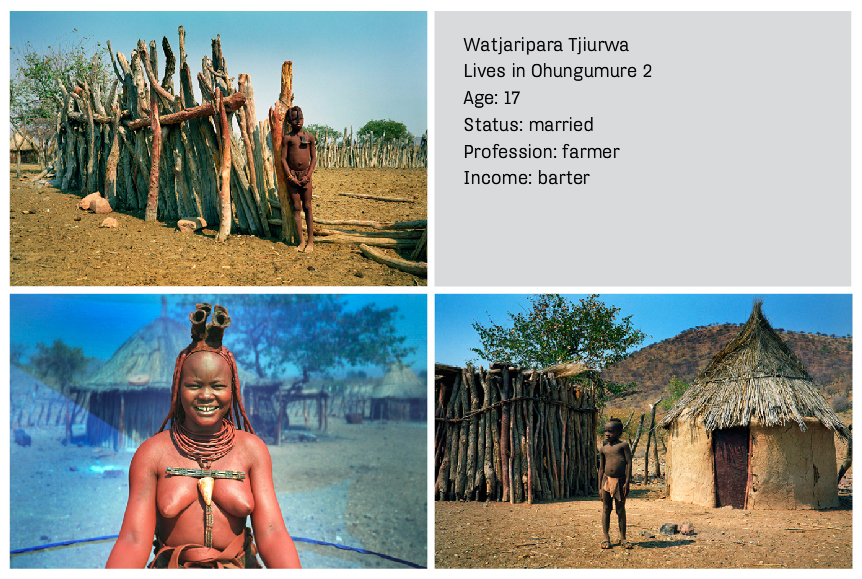
Watjaripara, Namibië 2004, uit “The most beautiful people in the world”

Zijn fotoboek The most beautiful people in the world begon als een kleiner project in 1988. Szulc-Krzyzanowski zocht toen “De mooiste mensen in Nederland” middels advertenties in kranten. Degenen die reageerden, werden thuis bezocht en gedocumenteerd. De resultaten werden in het tijdschrift Panorama en het fotoboek The First Twenty Years gepubliceerd. In het voorjaar van 2004 besloot Szulc-Krzyzanowski dit fotoproject opnieuw uit te voeren maar deze keer op wereldwijde schaal, onder de titel “The most beautiful people in the world”. Deze ‘mooiste’ mensen fotografeerde hij in Brazilië, Mexico, de V.S., Frankrijk, Spanje, Polen, Iran, China, Namibië en India. Het resultaat werd meerdere malen (inter)nationaal tentoongesteld. Er is ook een gratis boek met meer dan 240 foto's te verkrijgen via www.themostbeautifulpeople.org. Voor de liefhebber is er een luxe-editie.
Szulc-Krzyzanowski's meeste aandacht gaat nu uit naar zijn documentaire fotoprojecten en de toekomst zal dan ook hierop gericht zijn.

## Tentoonstellingen
- 21-11-1971 – 19-12-1971: Expositie Noordbrabants Museum, 's-Hertogenbosch
- 16-06-1972 – 17-07-1972: Expositie in De Doelen, Rotterdam
- 13-10-1972 – 03-12-1972: Triënnale, groepsexpositie Van Abbemuseum, Eindhoven
- 14-12-1972 – 21-01-1973: Expositie in het Camden Arts Centre, Londen.
- 12-01-1973 – 14-02-1973: Triënnale, groepsexpositie Internationaal Cultureel Centrum, Antwerpen
- 18-02-1973 – 25-03-1973: Expositie in De Moriaan, 's Hertogenbosch
- 19-05-1973 – 10-06-1973: Expositie in 't Hoogt, Utrecht
- 23-09-1973 – 21-10-1973: Expositie in het Lijnbaancentrum, Rotterdam
- 01-10-1973 – 15-11-1973: Expositie in de Bibliothèque Nationale, Parijs
- 26-10-1973 – 16-11-1973: Expositie van de GKf in het Stedelijk Museum, Amsterdam
- 04-03-1974 – 24-03-1974: Expositie in het Bonnefantenmuseum, Maastricht
- 16-07-1974 – 28-07-1974: Expositie op het Festival van Arles, Frankrijk
- 01-06-1975 – 30-06-1975: Expositie Triënnale Musée d’Art Moderne, Fribourg, Zwitserland
- 13-09-1975 – 30-11-1975: Expositie fotografie Amsterdamse School Stedelijk Museum, Amsterdam
- 08-11-1975 – 16-11-1975: Expositie Salon de la Photographie, Parijs
- 20-01-1976 – 08-02-1976: Expositie in Galérie Nicéphore, Nancy, Frankrijk
- 04-06-1976 – 30-06-1976: Expositie in Galerie de Appel, Amsterdam
- 07-07-1976 – 14-08-1976: Expositie in de Bibliothèque Nationale, Parijs
- 10-09-1976 – 26-09-1976: Expositie op de Photokina, Keulen, Duitsland
- 02-10-1976 – 31-10-1976: Expositie Brabant Biënnale Museum Het Kruithuis, 's Hertogenbosch
- 01-11-1976 – 30-11-1976: Expositie in de Stadsschouwburg, Cuyck
- 17-12-1976 – 30-01-1976: Expositie in het Stedelijk Museum, Amsterdam
- 15-02-1977 – 26-02-1977: Expositie in het C.A.P.C, Bordeaux, Frankrijk
- 01-02-1977 – 15-03-1977: Expositie in Centre Beaubourg, Parijs
- 17-02-1977 – 21-02-1977: Expositie K 45, internationale Kunstmesse Kunstlerhaus, Wenen, Oostenrijk
- 07-01-1978 – 05-02-1978: Expositie in Museum Het Kruithuis, 's-Hertogenbosch
- 03-03-1978 – 24-03-1978: Expositie in de Canon Photo Gallery, Amsterdam
- 04-03-1978 – 02-04-1978: Expositie in De Moriaan, 's Hertogenbosch
- 19-05-1978 – 28-05-1978: Expositie Rencontres Photographiques Soisy, Frankrijk
- 01-05-1978 – 20-06-1978: Expositie “Photography since 1955″ Arte Fiera, Bologna, Italië
- 21-12-1978 – 04-02-1979: Fotografie in Nederland .40 - .75 Stedelijk Museum, Amsterdam
- 27-02-1979 – 07-04-1979: Expositie in Galerie Zabriskie, Parijs
- 13-04-1979 – 05-05-1979: Expositie in Galerie Zabriskie, New York
- 19-04-1979 – 04-06-1979: Expositie in het Stedelijk Museum, Amsterdam
- 04-05-1979 – 05-06-1979: Expositie in de Canon Photo Gallery, Genève, Zwitserland
- 11-07-1979 – 03-08-1979: Expositie in de Canon Photo Gallery, Amsterdam
- 21-05-1980 – 15-06-1980: Expositie in het Institut Néerlandais, Parijs
- 31-05-1980 – 29-06-1980: Expositie in Museum Het Kruithuis, 's Hertogenbosch
- 05-07-1980 – 01-08-1980: Expositie in de Canon Photo Gallery, Amsterdam
- 23-08-1980 – 21-09-1980: Expositie in de Librije, Zwolle
- 30-05-1981 – 02-07-1981: Expositie in Galerie Perspektief, Rotterdam
- 24-04-1981 – 14-06-1981: Expositie “Three Europeans” San Francisco Museum of Modern Art, USA
- 01-08-1981 – 05-09-1981: Expositie “Autoportrait” Centre Pompidou, Parijs
- 09-10-1981 – 30-10-1981: Expositie in het Exposorium Vrije Universiteit, Amsterdam
- 01-04-1982 – 06-06-1982: Expositie “Photography in Chicago-collections” The Art Institute of Chicago, USA
- 11-09-1982 – 10-10-1982: Expositie in Museum Het Kruithuis, 's Hertogenbosch
- 12-09-1982 – 10-10-1982: Expositie in Galerie Fiolet, Amsterdam
- 02-10-1982 – 19-10-1982: Expositie “20th Century photographs from the Museum of Modern Art”, Seibu Museum, Tokyo, Japan
- 17-10-1982 – 20-10-1982: Expositie in de Dalsheimer Gallery, Baltimore, USA
- 16-01-1983 – 18-02-1983: Expositie “Museum of Modern Art collection” University of Hawaï Art Gallery, Honolulu, USA
- 01-01-1983 – 16-02-1983: Expositie in de Oosterpoort, Groningen
- 27-01-1983 – 27-02-1983: Expositie in het Kultureel Centrum, Tilburg
- 11-02-1983 – 14-03-1983: Expositie in Galerie Westersingel, Rotterdam
- 01-03-1983 – 20-04-1983: Expositie in Galerie Vanille, Emmerich, Duitsland
- 01-03-1983 – 20-04-1983: Expositie in Galerie Vanille, Emmerich, Duitsland
- 30-07-1983 – 04-09-1983: Expositie in Galerie de Vaart, Hilversum
- 13-08-1983 – 14-09-1983: Expositie in Galerie Camera Obscura, Stockholm, Zweden
- 09-10-1983 – 05-11-1983: Expositie in de SBK-artoteek, Amsterdam
- 29-09-1983 – 12-10-1983: Expositie in Galerie Fiolet, Amsterdam
- 03-12-1983 – 15-01-1984: Expositie in Museum de Commanderie, Nijmegen
- 07-12-1983 – 29-01-1984: Expositie “Acquisitions Récentes” Centre Pompidou, Parijs
- 09-01-1984 – 27-01-1984: Expositie Bouwfonds Nederlandse Gemeentes, Hoevelake
- 03-03-1984 – 29-04-1984: Expositie in het Gemeentemuseum, Arnhem
- 04-03-1984 – 31-03-1984: Expositie in de Olympus Gallery, Amsterdam
- 15-03-1984 – 06-05-1984: Expositie in het Art Institute, Chicago, USA
- 01-09-1984 – 13-10-1984: Expositie in de Laurence Miller Gallery, New York, USA
- 24-11-1984 – 20-01-1985: Expositie “La photographie créative” Pavillon des Arts, Parijs
- 19-11-1984 – 30-12-1984: Expositie in de Olympus Gallery, Amsterdam
- 05-10-1984 – 17-11-1984: Expositie “Construire les paysages de la photographie” Caves Sainte-Croix, Metz, Frankrijk
- 20-04-1985 – 16-06-1985: Expositie in het Musée des Beaux Arts, Tours, Frankrijk
- 23-04-1985 – 16-06-1985: Expositie in het Museum of Photographic Arts San Diego, USA
- 10-05-1985 – 14-07-1985: Expositie “Signs of the times” San Francisco Museum of Modern Art, USA
- 02-08-1985 – 06-10-1985: Expositie “Extending the perimeters of 20th century photography”, San Francisco Museum of Modern Art, USA
- 21-06-1985 – 17-07-1985: Expositie in de Ginny Williams Gallery Denver, USA
- 03-09-1985 – 14-10-1985: Expositie in de Olympus Gallery, Hamburg, Duitsland
- 18-01-1986 – 08-02-1986: Expositie in Academie Minerva, Groningen
- 06-04-1986 – 27-04-1986: Expositie in cultureel centrum de Roestbak, Almere
- 01-12-1986 – 07-01-1987: Expositie in cultureel centrum De Vaart, Alkmaar
- 05-12-1986 – 15-03-1987: Expositie “A facet of modernism” San Francisco Museum of Modern Art, USA
- 14-12-1986 – 16-01-1987: Expositie in de Olympus Gallery, Amsterdam
- 16-03-1987 – 23-04-1987: Expositie in galerie Hollandse Hoogte, Amsterdam
- 20-03-1987 – 28-06-1987: Expositie “Facets of the collection” San Francisco Museum of Modern Art, USA
- 24-01-1988 – 03-04-1988: Expositie in het Van Reekummuseum, Apeldoorn
- 18-02-1988 – 09-03-1988: Expositie in het Canon Image Centre, Amsterdam
- 26-02-1988 – 25-03-1988: Expositie “Roots and turns” Blaffer Gallery, Houston, USA
- 15-04-1988 – 16-05-1988: Expositie in de Stadsschouwburg, Tilburg
- 24-04-1988 – 22-05-1988: Expositie in Foco Circulo de Bellas Artes Madrid, Spanje
- 16-05-1988 – 31-05-1988: Expositie Journées Internationales de la Photographie Montpellier, Frankrijk
- 01-07-1988 – 29-07-1988: Expositie in het Provinciehuis, Maastricht
- 30-08-1988 – 24-09-1988: Expositie in Galerie Pantafos, Utrecht
- 12-01-1989 – 12-02-1989: Expositie in cultureel centrum De Veste, Alkmaar
- 20-02-1989 – 17-03-1989: Expositie in cultureel centrum de Mariënburg, Arnhem
- 01-06-1989 – 01-07-1989: Sequenties-tentoonstelling in Musée Fabre in Montpellier, Frankrijk
- 09-09-1989 – 29-10-1989: Opening overzichtsexpositie in De Beyerd, Breda
- 14-02-1990 – 29-04-1990: Expositie “Gewoon Afrika”, foto’s uit Zimbabwe, Tropenmuseum Amsterdam
- 00-07-1990 – 00-09-1990: Expositie “Gewoon Afrika”, foto’s uit Zimbabwe. Afrika Museum, Berg en Dal
- 24-09-1991 – 05-10-1991: Expositie van 55 sequenties in de Escuela de Arte Aplicados te Almería, Spanje in het kader van “Imagina” van Almediterranea '92
- 09-11-1991 – 30-11-1991: Groepstentoonstelling “Het beslissende beeld”, hoogtepunten uit de Nederlandse fotografie van de 20ste eeuw, Nieuwe Kerk, Amsterdam
- 11-04-1992 – 03-05-1992: Fotowerk, fotografie in opdracht 1986-1992. Expositie van het “Henny”-project met catalogus, Beurs van Berlage, Amsterdam
- 26-06-1992 – 16-07-1992: Groepstentoonstelling Imagina met “Transformation” - collage in Salas del Arenal, Seccion Espanola para la Exposicion Universal de Sevilla, 1992, Spanje
- 16-07-1992 – Billboard “Transformation”-collage Canon Image Centre, Leidsestraat, Amsterdam
- 01-08-1992 – 01-09-1992: Groepstentoonstelling Imagina met “Transformation”- collage in Escuela de Artes Aplicadas y Oficios Artisticos in Almería, Spanje
- 10-09-1992 – 07-10-1992: Expositie in Canon Image Centre van de foto's uit het boek “Woorden die diep wortelen - 10 schrijvers en vertellers uit Suriname”, Amsterdam
- 17-12-1992 – Groepstentoonstelling Imagina met Transformation-collage in Edificio Museo Espanol de Arte Contemporaneo, Madrid
- 12-06-1993 – 08-08-1993: Expositie van de Henny-foto’s in het Amsterdams Historisch Museum
- 30-06-1993 – 04-09-1993: Groepstentoonstelling Imagina met Transformation- collage in l’Espace Photo Angle et au Corum in Montpellier, Frankrijk
- 24-09-1993 – 24-10-1993: Fotomanifestatie Noorderlicht 1993, expositie van de Henny-foto's, Groningen
- 10-11-1993 – Expositie van de foto's van Surinaamse schrijvers en vertellers in het Surinaams Museum, Paramaribo, Suriname
- 18-02-1994 – 16-03-1994: Groepsexpositie “Mijn belangrijkste foto van 1993″, De Moor, Amsterdam
- 30-03-1994 – 01-05-1994: “Hallo Rotterdam”, groepstentoonstelling op billboards vanwege opening NFI in Witte de Withstraat, Rotterdam
- 11-04-1994 – 03-05-1994: “De eerste de beste”, groepstentoonstelling in Fotogram, Amsterdam
- 21-05-1994 – 03-07-1994: Groepsexpositie “Rock around the camera: 40 jaar popfotografie in Nederland”. De Kunsthal, Rotterdam
- 27-05-1994 – 10-07-1994: Expositie en boekpresentatie van “Woorden op de Westenwind” in het Tropenmuseum, Amsterdam
- 03-07-1994 – 02-09-1994: Groepsexpositie “De eerste de beste” Theater aan het Vrijthof, Maastricht
- 01-09-1994 – 26-09-1994: Permanente presentatie van de dia-serie “AIDS in Afrika” op de afdeling Afrika van het Tropenmuseum, en presentatie van de dia-serie “AIDS in Afrika” in het Soeterijn-theater, Amsterdam
- 29-09-1994 – 30-10-1994: Groepstentoonstelling “Picture me blue”: Toto Frima en haar hond door een groot aantal fotografen geportretteerd, De Melkweg Galerie, Amsterdam
- 30-09-1994 – 06-11-1994: Groepstentoonstelling “Binnenstebuiten”, in opdracht van het Nederlands Foto Instituut bewoners in de Witte de Withstraat, gefotografeerd in hun interieur, geëxposeerd voor hun raam, Rotterdam
- 06-10-1994 – 29-04-1995: “World of Love”: één wereld, vier gezinnen. Expositie in het Tropenmuseum, Amsterdam
- 01-02-1995 – 28-02-1995: Groepsexpositie “De eerste de beste” Provinciehuis, Haarlem
- 01-04-1995 – 30-04-1995: Groepsexpositie “De eerste de beste” De Grote Kerk, Veere
- 15-05-1995 – 15-06-1995: Groepsexpositie “De eerste de beste” Museum Willem van Haren, Heerenveen
- 12-05-1995 – 31-05-1995: Groepstentoonstelling “Ego Document” Fotofestival Naarden
- 24-05-1995 – 18-06-1995: “African Harmonies” Solotentoonstelling in de Melkweg Galerie, Amsterdam
- 01-06-1995 – 14-07-1995: Solotentoonstelling sequenties in Sint-Lukas Galerie, Brussel
- 08-09-1996 –  10-11-1996: Groepsexpositie “Body electric” Winnipeg Art Gallery, Canada
- 03-10-1995 – 28-10-1995: 25 jaar jubileum tentoonstelling in Galerie 2,5 x 4,5 te Amsterdam
- 06-10-1995 – 05-11-1995: Expositie “African harmonies” op fotofestival Noorderlicht, Groningen
- 28-10-1995 – 25-11-1995: Expositie “Vertellers en schrijvers uit Suriname en Surinaamse schrijvers buiten hun land” in de Stedelijke Openbare Bibliotheek, De Biekorf, Kuipersstraat 3, Brugge, België
- 18-11-1995 – 04-12-1995: Expositie “African harmonies” in Theater aan het Vrijthof te Maastricht
- 20-03-1996 – 12-06-1996: Expositie African Harmonies in Zebra African Art Gallery, ’s-Hertogenbosch
- 23-03-1996 – 20-04-1996: Groepsexpo “Zeventien Amsterdamse fotografen fotograferen zeventien Amsterdamse zeventienjarigen.” In Amsterdams Centrum voor Fotografie, Amsterdam
- 04-03-1997 – 01-06-1997: Groepsexpositie “Body in the lens” Montreal Museum of Fine Arts, Canada
- 09-06-1997 – 31-08-1997: Groepsexpositie “Photographie au présent; l”année 1996 dans les collections de la Bibliothèque nationale de France”, Bibliothèque nationale de France: François Mitterrand- Tolbiac, Quai François Mauriac, Parijs
- 28-06-1997 – 06-07-1997: “Kunstschatten van Bossche bodem”. Selectie van BKR-werken van 6 Bossche kunstenaars die naar collecties van landelijke musea gaan. Sequenties naar de collecties van het Noordbrabants Museum en Het Van Reekummuseum, Apeldoorn. Museum Het Kruithuis, 's Hertogenbosch.
- 13-09-1997 – 12-10-1997: Noorderlicht Festival, boek en expositie "De Ketting”, Groningen
- 21-02-1998 – 19-04-1998: Expositie “VISTA” in De Beyerd, Breda
- 30-05-1998 – 06-09-1998: Groepsexpositie .Samengestelde beelden. Verhalen en constructies”. Van Reekummuseum, Apeldoorn
- 13-11-1998 – 18-12-1998: Groepsexpo Sequenties. Provinciaal Museum Van Humbeeck-Piron, Leuven, België
- 20-01-1999 – 14-02-1999: VISTA-tentoonstelling in de Melkweg Galerie, Amsterdam
- 12-03-1999 – 02-05-1999: Expositie van sequenties en VISTA-foto’s in het Noordbrabants Museum, 's-Hertogenbosch
- 13-04-1999 – 02-05-1999: Expositie van sequenties en VISTA-foto’s in Galerie Arti Capelli, 's-Hertogenbosch
- 13-04-1999 – 16-05-1999: Groepstentoonstelling “Sprekende dingen, objecten en hun verhaal” in het Van Reekum Museum, Apeldoorn
- 01-06-1999 – 01-09-1999: Groepstentoonstelling “Beyond the photographic frame” in het Art Institute, Chicago, USA
- 04-03-2000 – 24-04-2000: Groepstentoonstelling “Een strikt emotionele aangelegenheid”, keuze uit de 2e fotocollectie van Bert Hartkamp in het Museum voor Fotografie, Antwerpen, België
- 15-03-2000 – 13-04-2000: Expositie van VISTA-foto's in het VNU-gebouw te Hoofddorp
- 13-06-2000 – 17-09-2000: Expositie van het fotoprojekt “Wereld van Energie” in Museon, Den Haag
- 12-07-2000 – 10-09-2000: Groepstentoonstelling over Japan in Galerie de Melkweg, Amsterdam
- 15-08-2000 – 15-10-2000: Groepstentoonstelling “Optical delusions” in het Art Institute, Chicago, USA
- 02-10-2000 – 02-11-2000: Expositie van het fotoprojekt “Wereld van Energie” in het Provinciehuis, Utrecht
- 04-11-2000 – 29-11-2000: Groepstentoonstelling “Objectif Paris”. Mois de la Photo. Espace Commines. Parijs
- 20-06-2001 – 30-07-2001: Groepstentoonstelling “De natura rerum” in Galerie Baudoin Lebon, Parijs
- 08-09-2001 – 30-09-2001: Groepstentoonstelling Fotofestival van Bienne, Zwitserland
- 08-11-2001 – 02-12-2001: Expositie van het vijfde deel van het “Henny”-projekt, “Henny zelf” in Galerie de Melkweg, Amsterdam
- 16-01-2002 – 02-03-2002: Expositie in Galerie Baudoin Lebon, Parijs, Frankrijk
- 23-03-2002 – 02-04-2002: Groepstentoonstelling .Col-lectiva Cadaques. in Galerie Casino, Cadaques, Spanje
- 13-06-2002 – 15-07-2002: Groepstentoonstelling .Col-lectiva Cadaques. Afrikaans Cultureel Centrum Ecafrica, Barcelona, Spanje
- 01-07-2002 – 31-08-2002: VISTA-foto's in Galeria d.Art Portdoguer, Cadaques, Spanje
- 01-08-2002 – 31-08-2002: Groepstentoonstelling “Now, what is photo?” met VISTA-foto's in Gana Art Center, Seoul, Zuid-Korea
- 14-11-2002 – 17-11-2002: Presentatie van sequenties door Galerie Baudoin Lebon op Paris Photo, Parijs, Frankrijk
- 20-12-2002 – 05-01-2003: Groepstentoonstelling van kunstenaars uit Cadaques in het Casino, Cadaques, Spanje
- 12-04-2003 – 05-05-2003: Groepstentoonstelling van kunstenaars uit Cadaques in het Casino, Cadaques, Spanje
- 19-05-2003 – 14-06-2003: Groepstentoonstelling “Perception destabilisée” in Galeries du Cloître, Rennes, Frankrijk
- 23-08-2003 – 04-09-2003: Groepstentoonstelling “4 artistes de Cadaques” in Casino expositieruimte in Cadaques, Spanje
- 03-03-2004 – 15-05-2004: Groepstentoonstelling “Transparences” in Galerie Le Reverbère, Lyon, Frankrijk
- 08-06-2004 – 31-07-2004: Expositie van het fotoproject “World of little heroes” in Galerie Fait et Cause in Parijs, Frankrijk
- 28-08-2004 – 12-09-2004: Expositie van het fotoproject “World of little heroes” op het fotofestival “Visa pour l’image” in Perpignan, Frankrijk
- 14-12-2004 – 23-12-2004: Expositie van het fotoproject “World of little heroes” op het fotofestival Chobi Mela III in Dhakar, Bangladesh
- 28-01-2006 – 09-04-2006: Expositie van het fotoproject “The most beautiful people in the world” in het Noordbrabants Museum, 's-Hertogenbosch
- 01-04-2006 – 31-06-2006: Expositie van het fotoproject “Imagina” in het Conjunto Monumental Alcazaba te Almeria, Spanje
- 27-06-2006 – 31-07-2006: Expositie van het fotoproject “The most beautiful people in the world ”, plein voor het Paleis van Cultuur en Wetenschap te Warschau, Polen
- 16-04-2007 – 26-08-2007: Groepstentoonstelling “Dutch Eyes: a new history of photography in the Netherlands” in het Nederlands Fotomuseum, Rotterdam
- 03-09-2008 – 18-10-2008: Tentoonstelling van de sequenties in de Robert Mann Gallery in New York, USA
- 29-11-2009 – 16-10-2010: Tentoonstelling van de sequenties in Galerie Baudelaire, Antwerpen, België
- 24-01-2010 – 18-4-2010: Groepstentoonstelling “Fotografie! Een bijzondere collectie van de Universiteit Leiden” in het Fotomuseum, Den Haag
- 21-02-2010 – 14-3-2010: Tentoonstelling van de sequenties in Galerie Harrie Pennings, Eindhoven
- 30-04-2010 – 30-12-2010: Groepstentoonstelling “Exposure: Photos from the Vault” in het Denver Art Museum, Denver, USA
- 18-06-2010 – 16-7-2010: Tentoonstelling met sequenties in Lux Photo Gallery, Amsterdam
- 10-07-2010 – 3-10-2010: Groepstentoonstelling “L'Océan” in het Palais Bellevue te Biarritz, Frankrijk
- 17-07-2010 – 30-12-2010: Groepstentoonstelling “Cruce de Caminos: Europa en México” in Guanajuato, Mexico

## Boeken
- Neem nou Henny, 1977
- Henny, een vrouw, 1983
- Sequenties, 1984
- Henny, 10 jaar uit haar leven, 1988
- The first twenty years, 1989
- Kammen, 1989
- Anders, 1989
- Woorden die diep wortelen, 1992
- Henny, een nieuw leven, 1993
- Woorden op de Westenwind, 1994
- VISTA, 1998
- World of Energy, 2000
- Henny zelf, 2001
- The PS-series, 2008
- Sequences: the ultimate selection, 2009
- The most beautiful people in the world, 2010

## Prijzen
Met zijn fotografie won Szulc-Krzyzanowski driemaal de Zilveren Camera.